# Костриця аметистова
Костриця аметистова (Festuca amethystina) — вид квіткових рослин родини злакових (Poaceae). Ареал: Європа (Австрія, Болгарія, Чехія, Словаччина, Франція, Німеччина, Греція, Угорщина, Італія, Польща, Румунія, Швейцарія, Туреччина, Україна, Хорватія, Чорногорія, Сербія, Словенія) й Туреччина.

## Екологія
Зростає переважно в світлих лісах, рідше на відкритих місцезростаннях, переважно на основних, змінно зволожених ґрунтах.

## Біоморфологічна характеристика
Багаторічник. Стеблини прямовисні, заввишки (30)50–80(100) см; 2–3-вузлові. Піхви листків трубчасті на більшій частині своєї довжини, синьо-фіолетові; язичок 0.5 мм завдовжки; листові пластинки сіро-зелені, ниткоподібні, кутасті в розрізі, 10–30(40) см завдовжки й 0.3–0.75 мм ушир, шорсткі, з внутрішньої сторони 3–5 ребрами. Суцвіття — волоть відкрита, однобока, яйцеподібна, киваюча, 8–15(25) см завдовжки; первинні гілки волоті 2-роздільні. Колосочки поодинокі; плодючі колоски на квітконіжці. Плодючі колоски з 3–7 плідних квіточок зі зменшеними квітками на верхівці, ланцетні, стиснуті з боків, 6–9 мм завдовжки, переважно сірі. Колоскові луски несхожі; нижня — ланцетна, 3–3.5 мм завдовжки, без кілів, 1-жилкова, загострена; верхня — ланцетна, 3.2–4.3 мм завдовжки, 0.7–0.8 довжини сусідньої фертильної леми, без кілів, 3-жилкова, загострена. Плодючі леми ланцетні чи яйцеподібні, 4.5–5.3 мм завдовжки, сизі чи пурпурові, без кіля, 5-жилкові, не запушені чи запушені, на верхівці волохаті, верхівка загострена. Палея 1 довжини леми; 2-жилкова. Верхівкові безплідні квітки, схожі на плодючі, але недорозвинені. Пиляків 3, 3–4 мм завдовжки. Зав'язь на верхівці запушена. Плід — зернівка, волосиста на верхівці.